# Lake Sebu
Lake Sebu (Bayan ng Lake Sebu) är en kommun i Filippinerna. Kommunen ligger på ön Mindanao, och tillhör provinsen Södra Cotabato. Folkmängden uppgår till 54 142 invånare.

## Barangayer
Lake Sebu är indelat i 19 barangayer.
| - Bacdulong - Denlag - Halilan - Hanoon - Klubi - Lake Lahit - Lamcade - Lamdalag - Lamfugon - Lamlahak | - Lower Maculan - Luhib - Ned - Poblacion - Siluton - Talisay - Takunel - Upper Maculan - Tasiman |